# Granatnik P-27
P-27 (Pancéřovka 27) – czechosłowacki granatnik przeciwpancerny produkowany przez Zakłady Skoda od 1951 roku. W Polsce  nazywany był też pancerzownicą.
Granatnik został opracowany w latach 1946-49, a produkowany od 1951 roku. P-27 był bronią bezodrzutową, jednak dzięki dodaniu opiłków metalu do ładunku miotającego skuteczniej zrównoważono w nim odrzut niż w granatniku RPG-2. P-27 znajdował się na uzbrojeniu armii czechosłowackiej, a także wielu krajów Afryki i Azji. 
Granatniki te zakupiło na początku lat 50. Wojsko Polskie, poszukujące środków przeciwpancernych jednostek piechoty, rezygnując z produkcji własnych granatników jednostrzałowych Pc-100. W grudniu 1952 sprowadzono do prób 100 granatników P-27, po czym w maju 1953 zakupiono 1000 granatników i 75.000 nabojów. Od czerwca 1953 prowadzono ich badania wojskowe w jednostkach, a 28 stycznia 1954 włączono do spisu uzbrojenia Wojska Polskiego. W 1955 roku jeszcze odebrano ostatnią partię 1500 granatników; łącznie dostarczono ich 2600 i 85.000 nabojów. Od 1956 roku prowadzono szkolenie niszczycieli czołgów z użyciem tych granatników. Planowano podjąć także produkcję licencyjną ulepszonego modelu w Polsce, jednakże nie doszło do tego z powodu rezygnacji z granatników tego typu i wybraniu jako standardowy radzieckiego granatnika RPG-2. Oprócz zalet P-27, stwierdzono w Polsce wady, jak niewygodne przyrządy celownicze, zbyt niski dwójnóg, łatwe do uszkodzenia łuski podczas transportu, oraz możliwość porażenia obsługi aluminiową tuleją prowadzącą, stanowiącą część granatu i odrzucaną do tyłu przy wybuchu granatu na odległość do 200 m. Do połowy lat 60. granatniki te wycofano i sprzedano za granicę, pozostawiając jako standardową broń RPG-2, produkowane w Polsce.
Podczas prób w Polsce uzyskano przebijalność płyt pancernych w granicach 132-174 mm oraz ściany schronu żelbetowego grubości 52 cm.

## Dane taktyczno-techniczne
- Kaliber:
  - wyrzutni: 45 mm
  - pocisku: 110 mm (pocisk nadkalibrowy)[1]
- Masa:
  - całkowita: 6,40 kg
  - pocisku: 3,75 kg
- Długość w położeniu marszowym: 1030 mm
- Prędkość początkowa pocisku: 70 m/s
- Donośność: 150 m
- Szybkostrzelność: 4-5 strz./min
- Przebijalność: 150 mm (pod kątem 60°)[1]